# アンジェリア・アヴァロン
アンジェリア・アヴァロン（Angelia Avallone）は、悠紀エンタープライズ開発の2D対戦型格闘ゲーム『アルカナハート』シリーズに登場する架空の人物。
担当声優は仙台エリ。

## キャラクター設定

### 『2』『すっごい!』
7年前、自ら次元の歪みに身を投じ、物質界を捨てて聖霊となった。そして1ヶ月前、妹のミルドレッドが自分と同じ聖霊となる様子をわくわくしながら見守っていた。しかし聖霊界で再会した大切な妹は、ひどく傷つき、目を覚まさない状態だった。そんな妹のかたきを取るため、アンジェリアは物質界へ向かう。

### 『3』
未だに聖霊界をさまよっていたが、物質界で人間に戻る方法を探すフィオナに付き合って、ともに物質界に来る。しかし、アンジェリア自身は日本各地の次元の歪みがおこった名所の観光に赴く。

## 人物
ミルドレッド・アヴァロンの双子の姉。 7年前、10歳の時に自らの意志で物質界から聖霊界に飛び込んで聖霊となり、それ以後は歳をとっていない。
基本的にわがままかつ自己中心的で、人を小馬鹿にしたような態度を取ったり、有無を言わさず自分の子分にしようとしたり、気に入らない相手は死刑を宣告して殺そうとしたり（ただし実際には命を奪う気まではないといえる）など、高い力を有する割に精神的に（外見相応でもあるが）かなり幼稚な一面がある。また、自分の考えを他人の指摘で曲げることはほとんどなく、強引に押し通そうとする。面白いことが大好きで、聖霊となって以降は聖霊界を冒険する日々を送っている。その一方で、結果として生き別れになってしまった妹のミルドレッドのことをいつも気にしているという、姉らしさも持っているが、ミルドレッドに対して危害を加えた場合は逆上して世界もろとも相手を抹殺しようとしてくる危険な一面も持つ。
外見は頭に天使の輪を抱いた長い金髪の幼女で、素肌に白いワイシャツのみを纏っている。

### マーリン
聖霊界に住む高名な魔術師。聖霊界にやってきたアンジェリアが初めて会った聖霊界の住人で、彼女に問答無用でお供にされてしまっている。ビーズクッションのような触り心地のいい柔らかい身体をしており、彼女に枕代わりにされたり、武器のようにされるなど邪険に扱われることが多いが、いざという時は高い魔力を発揮する。
問答無用でお供にされてしまっているが、マーリン自身は非常に面倒見が良い性格のため、アンジェリアの気が済むまで付き合ってあげることにしている。また、かなりの常識人であるので、アンジェリアの突拍子もない行動を諭すこともある（次元の融合の実行の際にも、反対していた）が、その度にアンジェリアに殴られている。特技はよく当たるという占い。
担当声優は、増岡太郎。

## キャラクターの特徴
アルカナの力を借りずとも高い機動力を誇っており、ダメージを与えに行くのが難しい反面、使いやすく強力な技が揃っている。様々な攻め方ができるキャラクターのため、敵に回すと厄介な相手となる。
『2』と『すっごい!』のストーリーモードでは2連戦で彼女と戦い、1戦目はアルカナなしで戦う（一度でも勝利したら終了）が、2戦目は常にミルドレッドが出現している状態で戦うことになる。この時は激しい攻撃が予想されるので、ミルドレッドを一旦消しておいてから攻撃を仕掛けると楽に進められる。
『2』と『すっごい!』のストーリーモードでのCPUアンジェリアとミルドレッドはCPU専用の別バージョンである。常にミルドレッドが出現している状態など性能に違いがあり、カラーとバストアップの絵が専用の物になる。また、アーケードモードの最終戦も彼女で固定であり、アルカナは一応ミルドレッドが設定されているものの、実際はアルカナ技を使用してくることは一切無く、属性効果も発動しない。ただし、『すっごい!』ではアーケードモードでもアルカナフォースを展開することがある。
『2』と『すっごい!』のストーリーモードで使用キャラクターにアンジェリアを選んだ場合、第6戦は舞織、最終戦（第7戦）は神依と対戦する。
『2』の稼働当初は最初から選択できないCPU専用キャラクター扱いだったが、のちに隠しコマンドを入力することによって選択可能になる。『すっごい!』以降は最初から選択可能。

## 技の解説

### 必殺技
そのきらめきはスターライト
光のオーラを纏って突進する。溜める方向によって突進する方向を変え、追加入力で任意の方向に突進する。相殺判定が強く、発生も早い。その上隙がほぼ無いため使い勝手は良好。『すっごい!』では相殺判定が若干弱まっている。
あなたに贈る幸せのかたち
頭上の光の輪を目の前に出しシールドを張る当て身技。当て身が成立するとシールドを前に押し出し、相手を真横へ吹き飛ばす。上中下段を問わず成立し、発生が早いため、相殺後の攻防に便利。飛び道具の反射も可能。
お願い私をつかまえて
相手の後方へ瞬間移動する。ボタンによって移動する距離が伸びる。出現までは無敵だが、出現後には隙があるので注意。
切ない想いを受け止めて
『3』で追加された。攻撃ボタンを一定時間押して離して出す技。足元にオーラを纏ったドロップキックを繰り出す。押した時間により、性能が3段階に変化する。最大のタメはガード不能になる。

### 超必殺技
このまなざしはムーンライト
前進しつつ頭上の光の輪を前に出し、そこからリング状のレーザーを飛ばす。真上に向けての発射も可能で、レーザーは画面端まで届く。
抱きしめたいよマーリン！
マーリンが巨大化し、相手を上空に打ち上げる。
あの流れ星にお願いを！
「抱きしめたいよマーリン！」から派生。巨大化したマーリンが魔法を使い、上から隕石を降らせる。「抱きしめたいよマーリン！」がヒットしていなくても発動可能。

### クリティカルハート
乙女心は不安定なの！
発動直後に画面から消え、ビッグ・ベンに似た巨大な時計塔を落下させる。全画面攻撃判定でガード不能、喰らうと体力の7割程を奪うというとてつもない性能を持つ。しかし発生が遅いため、回避動作やアルカナフォース発動などの方法をタイミングよく取れば回避は可能。また、ディウー・モールの「ミルワール」を利用すると、この技自体を無効化してしまえるなど、抜け穴も多い。『すっごい!』では地上ガードすることも可能。

## 契約アルカナ
"高次の存在となった最強の聖女" 光のアルカナ ミルドレッド (Mildred)
高次の存在となったミルドレッド・アヴァロン。前作の結末において傷付き次元の歪みに飲み込まれた彼女は、聖霊界へ流され姉のアンジェリアと再会。物質界ではあり得ない量のエーテル供給を受けた結果、回復と同時に飛躍的な進化を遂げた。アルカナとなったミルドレッドは、幼かった頃と同様、無茶をする姉を後ろからフォローする。

### 属性効果
ラスターフォース
溜め成立攻撃を当てた後、ミルドレッドが続けて攻撃する。実質上この攻撃はガード不能。なお、アルカナフォース展開時はこの効果は現われない。
ライトヴェロシティ
ハイジャンプした時の高度が高くなる。

### アルカナ必殺技
ノーブルフォトン
手元から追尾性能のある光球を飛ばす。光球は相手の手前で炸裂し、この時点から当り判定が発生する。なお、通常時とアルカナフォース展開時とでは入力が若干異なっているので注意。
ジャッジメントレイ
相手キャラクターの位置をロックオンし、その場所に攻撃する。ヒット率は高いが攻撃判定の発生は遅く、動き回る相手には当てづらい。
ロイヤルオプティクス
輪を目の前に展開して攻撃する。射程は短く、ヒット時は相手を壁に吹っ飛ばす効果がある。アルカナフォース展開時は使用できない。
ラスターフォース
アルカナフォース展開時のみ使用可能。ミルドレッドが相手の背後に回りこんで蹴り攻撃をする。ヒット時は相手をこちら側に向けて吹っ飛ばすか、打ち上げることが出来るので、そこからコンボへ移行できる。『3』では横は削除されているが、『LOVEMAX』では一部モードのボス仕様時に相手が使用してくる。
ヘブンズフラッシュ
アルカナフォース展開時のみ使用可能。ミルドレッドが相手キャラクターの前へ出て囮となり、攻撃を受けると反撃する。『3』では削除されているが、『LOVEMAX』では一部モードのボス仕様時に相手が使用してくる。

### アルカナ超必殺技
インペリアルディビジョン
「ジャッジメントレイ」の強化版。3回連続でロックオンし攻撃する。
セレスティアルゲート
キャラクター目前の地面から上空まで届く細い光の飛び道具を連続して真上に吹き上げ、光の柱を作る。

### アルカナブラスト
ルミノスフォーム
受けた打撃や投げによる攻撃をミルドレッドが身代わりになって全て受け止め、相手の後方空中に出現する。他のアルカナブラストに比べて効果時間が短い。

### アルカナフォース
エンジェリックハイロゥ
ミルドレッドが自キャラの後ろに現われる。効果中はアルカナ技は全てミルドレッドが放つため、アルカナ技の動作が短くなる。また、全てのアルカナ技の性能が向上し、使用できるアルカナ必殺技が一部変更される（上記を参照）。ただし、「ヘブンズフラッシュ」を成功させるか相手の攻撃を受けるとミルドレッドは一定時間消滅し、この間はアルカナ技が使用できなくなる。

### アルカナブレイズ
ディヴァインブレス
ミルドレッドが上空に舞い上がり、強力なレーザーを放射する。『Full!』までのミルドレッドの超必殺技「神の息吹を受けよ」と動作が同じだが、それとは性能が大きく異なっており、発動待機時間があり空中ガードも可能である。ヒット数と威力は発動時の残りゲージの量に比例し、最大で100ヒット、5割ほどを削る。

## その他
- 初登場はドラマCDの『はーとふるシチュエーション えぴそーど2』。妹のミルドレッドが彼女の存在を自ら語っており、彼女を探す目的で英国聖霊庁に入ったことも語っていた。
- アンジェリアとミルドレッドは、両親のことは知らない。これは、二人が物心付いた頃にはダラム郊外にある教会系の孤児院で暮らしていたためである。ちなみに、この両親の生死は現在も不明のままである。
- 幼少期、アンジェリアは「へんてこアニー」と呼ばれていて、高すぎる聖霊力ゆえに人間よりも聖霊との親交のほうが深かった。そして、10歳の時に自らの意志で聖霊界に飛び込んだが、この行動が総ての元凶となった。ミルドレッドが悲しみに暮れ、姉を思う余り聖女として無謀な行動をする事が無く、関東も崩壊の危機を迎えずにすんだからである。
- プロフィールの苦手なものの項目に「ベッド」があるが、これはベッドの上で眠ることができないためである（ベッドの上で寝ようとしても、すぐ転げ落ちてしまう）。